# Jovan Vladimir

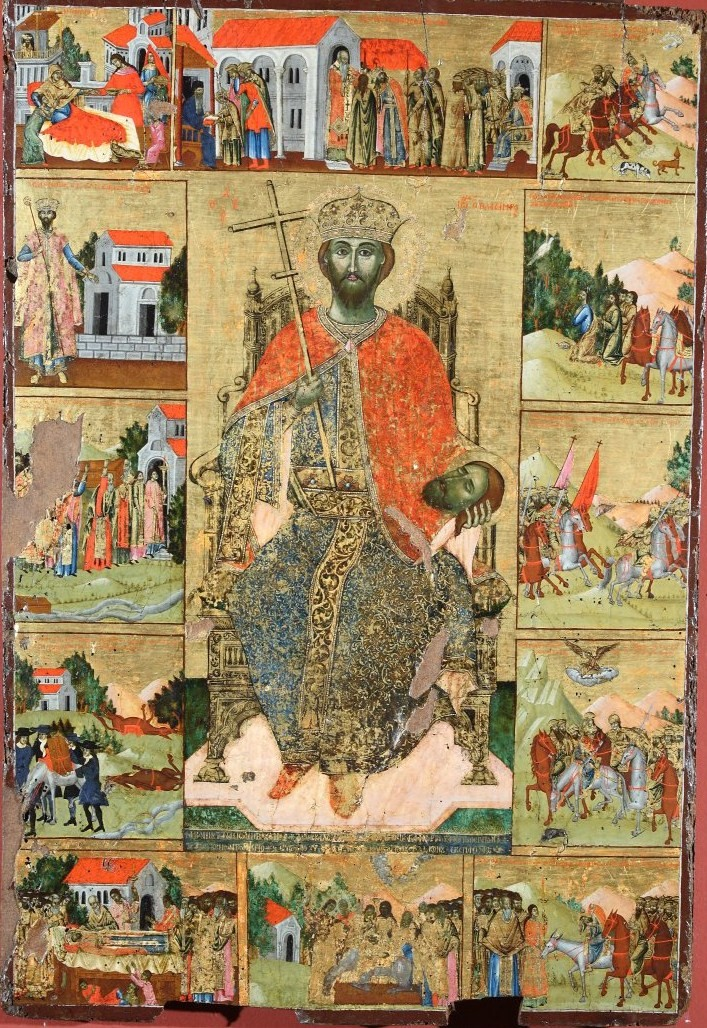
Festikone des hl. Jovan Vladimir mit Darstellungen seiner Taten (18. Jahrhundert)

Jovan Vladimir (serb. Јован Владимир; bulg. Иван Владимир Ivan Vladimir; alb. Gjon Vladimiri; deutsch auch Johannes Wladimir; * 10. Jahrhundert; † 22. Mai 1016) war Herrscher von Duklja, dem bedeutendsten südslawischen Fürstentum seiner Zeit. Er wird von der Serbisch-Orthodoxen Kirche als Märtyrer und nationale Symbolfigur verehrt.

## Leben
Jovan Vladimir trat um 990 die Herrschaft von Duklja (heute größtenteils auf dem Gebiet von Montenegro) an. Um die Vormacht in der Region kämpften zu dieser Zeit Byzanz und das erste bulgarische Reich unter Zar Samuil († 1014). Da das bulgarische Reich näher und damit bedrohlicher war, sympathisierte Jovan Vladimir mit Byzanz. Als Samuil einen Sieg über Byzanz errang, nahm er ihn als Kriegsgefangenen in seine Hauptstadt mit. Eine mündliche Überlieferung, die erst im 12. Jahrhundert aufgeschrieben wurde, erzählt, dass sich Samuils Tochter Kosara dort in Jovan Vladimir verliebte und ihren Vater bat, ihn heiraten zu dürfen. Dieser willigte ein und gab seinem nunmehrigen Schwiegersohn sein Fürstentum zurück, dazu die Stadt Trebinje.
In den folgenden Jahren war Jovan Vladimir bulgarischer Vasall und soll sich in der bulgarisch-byzantinischen Auseinandersetzung neutral verhalten haben, was seinem Fürstentum eine Zeit des Friedens und der kirchlich-kulturellen Blüte bescherte. Nach der Niederlage und dem Tod seines Schwiegervaters wurde das erste bulgarische Reich unter dessen Nachfolger, dem letzten Zaren Iwan Wladislaw († 1018), von den Byzantinern zerschlagen. Da Iwan Wladislaw Jovan Vladimir misstraute, ließ er ihn im Jahr 1016 in einen Hinterhalt in der Presparegion (heute Nord-Griechenland) locken und enthaupten.
Die Grabstätte Jovan Vladimirs will der griechische Archäologe Nikolaos Moutsopoulos in der Basilika Agios Achillios auf der gleichnamigen Insel im Kleinen Prespasee identifiziert haben. Die Gebeine des Hl. Vladimir wurden im Kloster des Hl. Johannes (alb. Shin Gjon) bei Elbasan in Mittelalbanien, in einer vom albanesischen Fürsten Karl Topia 1381 erneuerten Kirche aufbewahrt. 1995 wurden sie nach Tirana übertragen.
In der Ikonografie wird Jovan Vladimir mit Krone und Kreuz und mit dem abgeschlagenen Kopf in der Hand dargestellt.
Unter seinem Patrozinium steht die Kirche Hl. Großmärtyrer Jovan Vladimir  in Belgrad.